# Placogobio bacmeensis
Placogobio bacmeensis är en fiskart som beskrevs av Nguyen och Vo 2001. Placogobio bacmeensis ingår i släktet Placogobio och familjen karpfiskar. IUCN kategoriserar arten globalt som otillräckligt studerad. Inga underarter finns listade i Catalogue of Life.